# واحد ۲۱۲
واحد ۲۱۲ (انگلیسی: Maglan) سایرت ماگلان یا ماگلان یگان عملیات ویژه و ضد تانک نیروی زمینی اسرائیل، زیرمجموعه لشکر ۹۸ چترباز هائش و تحت امر تیپ ۸۹ عوز است، که در سال ۱۹۸۶ تأسیس شد.
واحد ۲۱۲ یک واحد شناسایی از نیروهای دفاعی اسرائیل است که در عملیات پشت خطوط دشمن و در عمق خاک دشمن با استفاده از فناوری‌ها و سلاح‌های پیشرفته تخصص دارد. واحد ۲۱۲ بخشی از تیپ کماندویی عوز است، هر واحد کماندویی آموزش‌های اولیه را با یک تیپ پیاده‌نظام می‌گذراند، سپس اپراتورهای این واحد برای آموزش‌های اولیه به تیپ ۳۵ چترباز می‌پیوندند و یک اردوی آموزشی درون واحدی و آموزش پیشرفته اضافی را طی می‌کنند.
نام این واحد به معنی "اکراس" (به عبری: ماگلان) است و ماگلان پرنده‌ای است که می‌داند چگونه در هر موقعیتی سازگار شود. واحد ماگلان یک یگان نسبتاً جدید است که در سال ۱۹۸۶ تأسیس شد، اما وجود آن تنها در سال ۲۰۰۶ از طبقه‌بندی خارج شد.